# Glyptocrinus
Glyptocrinus is een monotypisch geslacht van uitgestorven Echinodermata, behorend tot de crinoïden. Hij leefde tussen het Midden-Ordovicium en het Onder-Siluur (ongeveer 460 - 430 miljoen jaar geleden) en zijn fossiele overblijfselen zijn gevonden in Noord-Amerika.

## Beschrijving
De kelk van Glyptocrinus was versierd met dunne toppen en kleine knopen. Bij sommige soorten, zoals G. decadactylus, waren de kelkknoppen stervormig, waardoor ze vergelijkbaar waren met die van andere crinoïden uit het Ordovicium zoals Pycnocrinus. Gewoonlijk was de stengel vrij kort (ongeveer twintig centimeter), met nodale gehoorbeentjes met een grote cirkelvormige diameter, die werden afgewisseld met tal van kleinere internodiën. De G. fornshelli-soort was groot en alleen de kelk (exclusief de armen) was ongeveer 7,5 centimeter lang. De armen waren merkbaar geveerd vertakt en konden drie keer de kelk zijn. Gewoonlijk blijft deze soort vanwege de grote omvang en de breekbaarheid van de kelkplaten in de fossiele staat in de vorm van onsamenhangende kelk en armen.

## Classificatie
Glyptocrinus, voor het eerst beschreven in 1847 door Hall, is een geslacht van crinoïden, vooral wijdverbreid in de rotsen van de Verenigde Staten: de fossiele overblijfselen zijn te vinden in Illinois, Iowa, Indiana, Kentucky, Minnesota, New York, Ohio, Pennsylvania, Tennessee en Quebec. Glyptocrinus behoort tot de subklasse van de uitgestorven Camerata, in het bijzonder tot de orde Monobathrida.